# КСМ (микрорайон)
КСМ — микрорайон в Первомайском районе Новосибирска. С северной стороны ограничен улицей Одоевского, с востока — Твардовского, с юга — Берёзовой. В плане представляет собой неправильный треугольник.

## История
Микрорайон получил название от КСМ (Комбинат стеновых материалов), в 1960 году предприятие изготовило первую продукцию.
В 1960-х годах на современной улице Твардовского поселились первые жильцы, это были сотрудники различных предприятий Первомайского района.
В 1976—1977 годах Горисполком присвоил названия улицам микрорайона (Твардовского, Шукшина и т. д.). К этому времени в микрорайоне уже были построены такие объекты как поликлиника, школа № 118, ПАТП-4.
В 2012 году на улице Одоевского были построены первые 17-этажные дома жилого комплекса «Берёзовый» с малогабаритными квартирами.

## Образование
- Средняя общеобразовательная школа № 141 с углубленным изучением математики
- Гимназия № 8
- Средняя общеобразовательная школа № 213

## Религиозные сооружения
- Церковь Казанской иконы Божией Матери — православный храм на углу улиц Одоевского и Твардовского. Площадь — 1292 м². Первые церковные службы проводились в большом храме ещё в 2019 году, а 30 января 2020 года на сайте мэрии появилось разрешение на ввод религиозного сооружения в эксплуатацию[3][4].

## Рекреационные территории
На территории микрорайона находится сквер «Белый сад».
Недалеко от КСМ расположены два озера.

## Транспорт
В пределах микрорайона находятся 7 остановок наземного транспорта (2 — на ул. Твардовского, 5 — на ул. Одоевского). Виды транспорта — автобус и маршрутные такси.

## Галерея

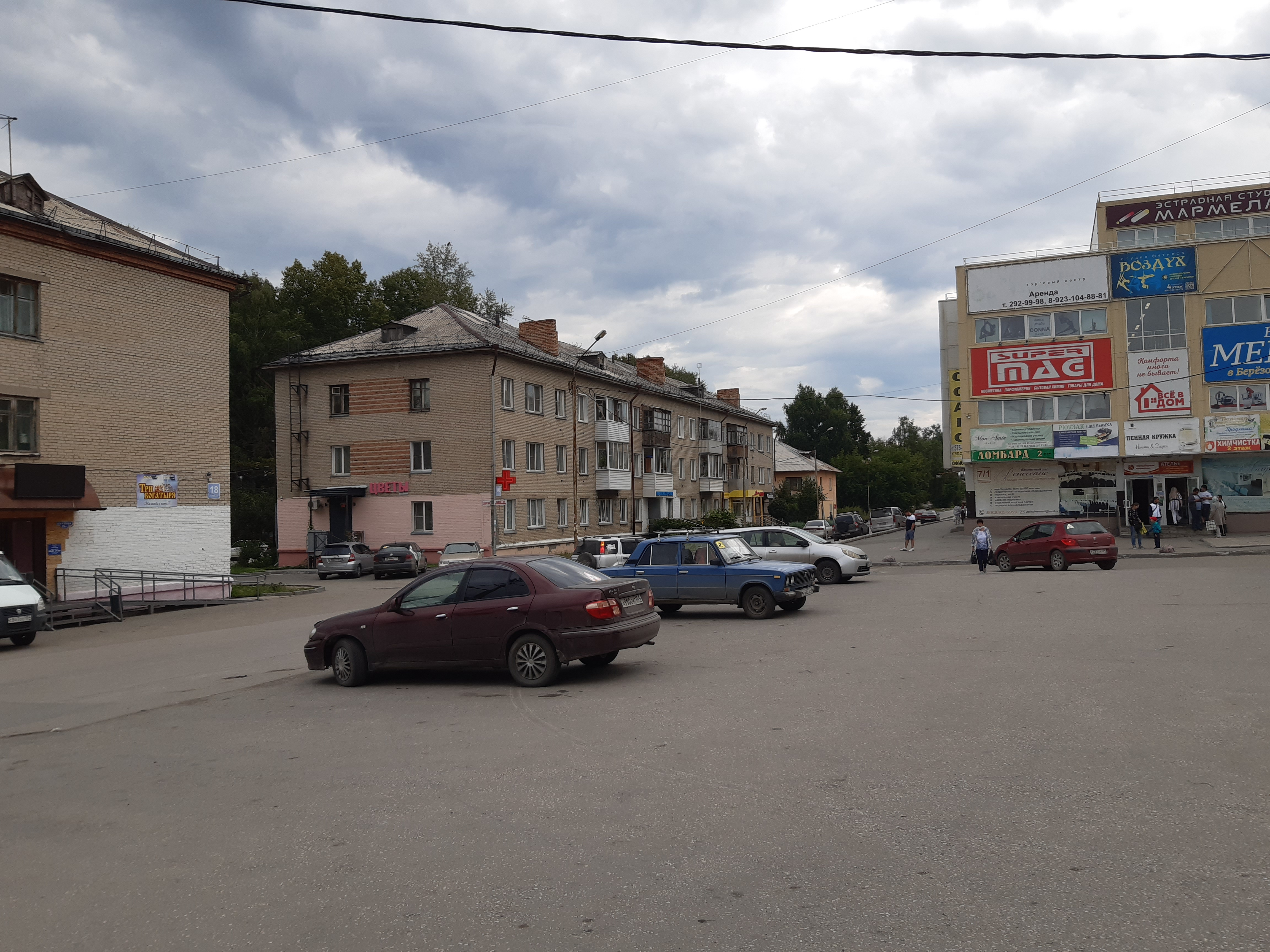
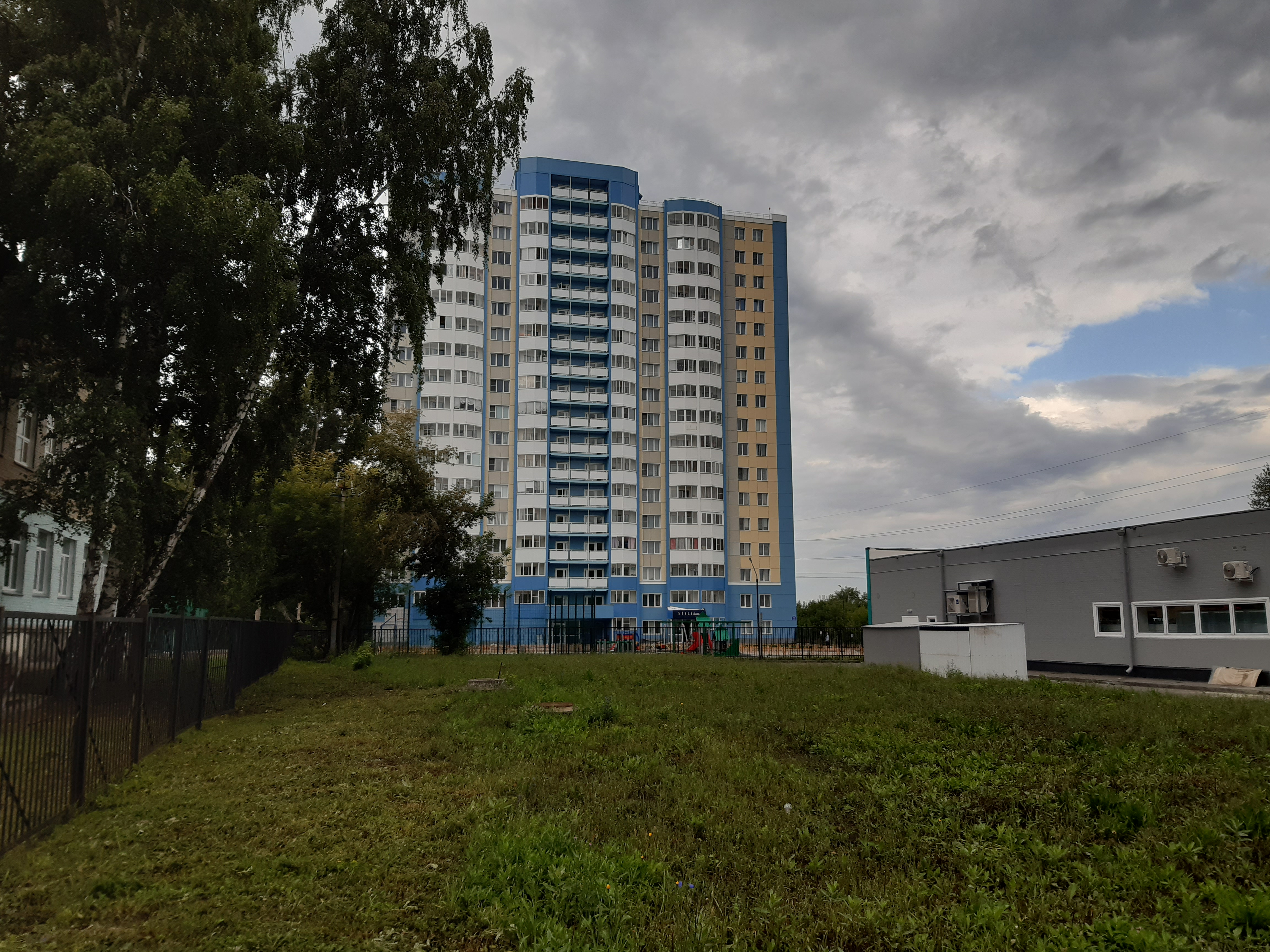
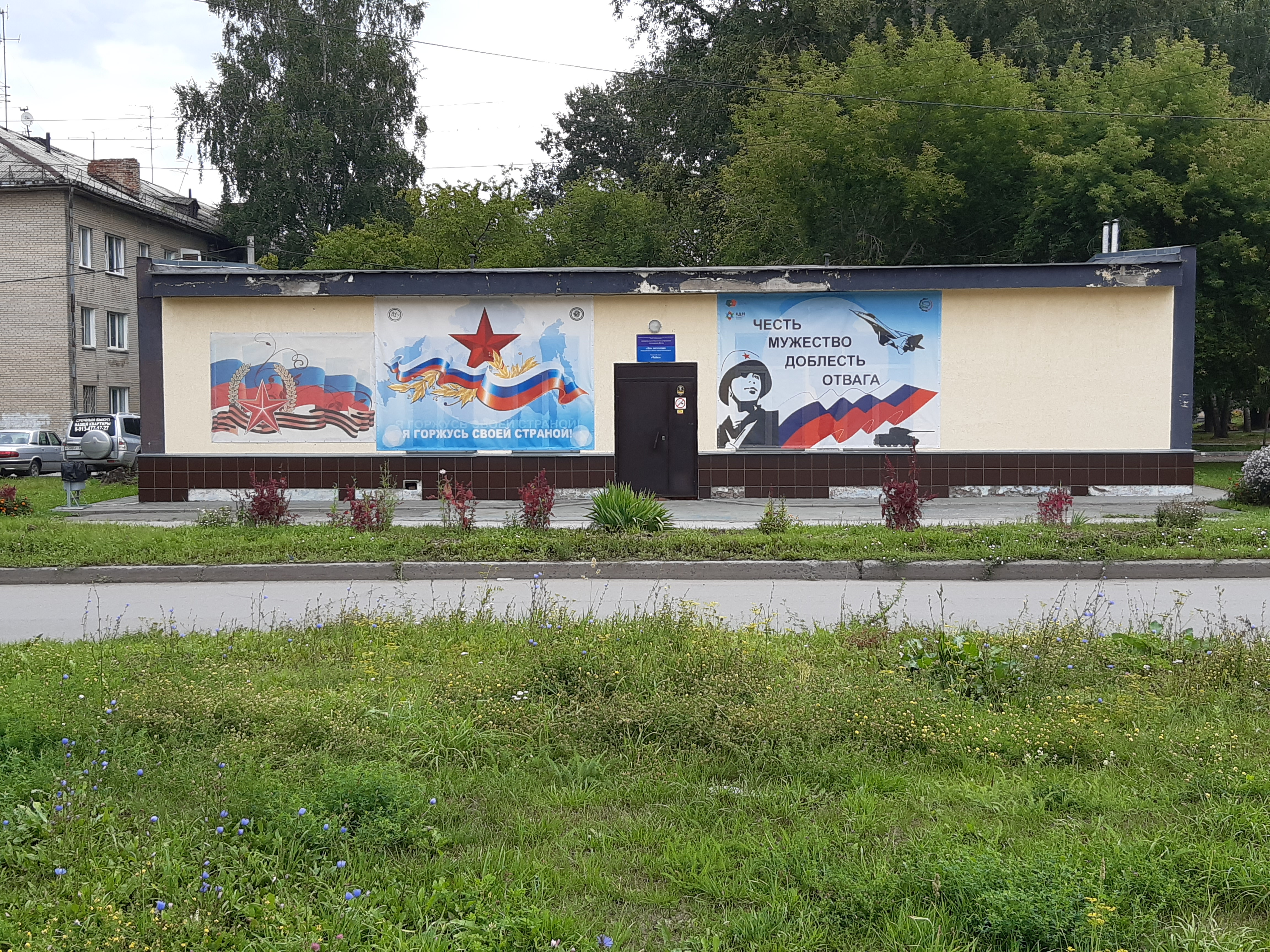
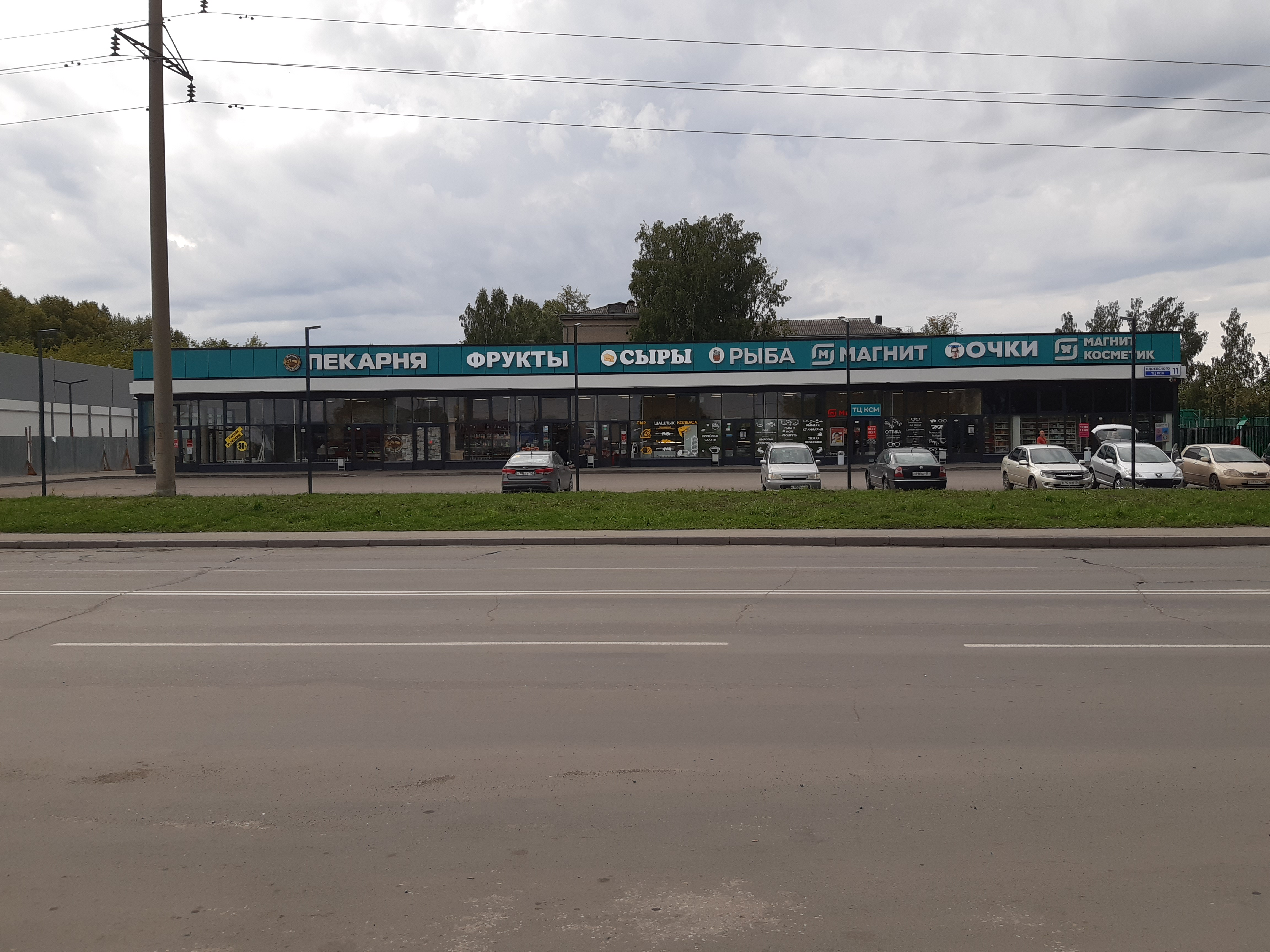